# Фоточутливе мічення
Фоточутливе мічення (англ. photoaffinity labeling, рос. фоточувствительное мечение) — метод, що полягає на прикріпленні фотореактивної молекулярної частинки до біомолекули. Метод був вперше описаний в 1970-тих роках.